# منتخب السلفادور لكرة القدم
منتخب السلفادور لكرة القدم (بالإسبانية: Selección de fútbol de El Salvador)‏ 
وهو المنتخب الوطني في السلفادور ويديره اتحاد السلفادور لكرة القدم. يعتبر أول منتخب من قارة أمريكا الوسطى يتأهل إلى كأس العالم وذلك في سنة 1970 ثم أعقبها بتأهل ثاني في سنة 1982.

## قمصان المنتخب عبر التاريخ

### كأس العالم
| كأس العالم 1970 | كأس العالم 1982 |

## وصلات خارجية
- قائمة بيانات المنتخب من الموقع الرسمي للفيفا باللغة العربية